# تری پارک اونیو
تری پارک اونیو (به انگلیسی: 3 Park Avenue) یک ساختمان در ایالات متحده آمریکا است که در منهتن واقع شده‌است.